# Загоруйко Василь Онисимович
Загоруйко Василь Онисимович (24 грудня 1927, Тирасполь — 27 лютого 2003, Одеса) — фахівець у галузі суднової енергетики. Доктор технічних наук (1974), професор (1977). 1956 року закінчив Одеський інститут інженерів морського флоту. Працював у 1956—1960 роках у Чорноморському пароплавстві. У 1960—2003 роках працював в Одеському морському університеті: 1979—1989 — ректор, 1989—1998 — завідувач, 1998—2003 — професор кафедри теоретичних основ суднової енергетики.
Вивчав проблеми термодинаміки та теплофізики вологих матеріалів.
| українська персоналія | Це незавершена стаття про особу, що має стосунок до України. Ви можете допомогти проєкту, виправивши або дописавши її. |